# Budakeling
Budakeling is een bestuurslaag in het regentschap Karangasem van de provincie Bali, Indonesië. Budakeling telt 3784 inwoners (volkstelling 2010).